# Matriptaza
Matriptaza (EC 3.4.21.109, serinska proteaza 14, membranski-tip serinske proteaza 1, MT-SP1, prostamin, serinska proteaza TADG-15, diferencijalno izraženi protein gena 15 asociran sa tumorom, ST14, proteaza raka dojke 80 kDa, epitin, serinska endopeptidaza SNC19) je enzim. Ovaj enzim katalizuje sledeću hemijsku reakciju
Presecanje raznih sintetičkih supstrata sa Arg ili Lys u P1 poziciji i sa preferencijom za aminokiseline sa malim bočnim lancima (Ala i Gly) u P2 poziciji
Ova tripsin-slična integralno-membranska serinska peptidaza učestvuje u razvoju i metastazi raka dojke.

## Literatura
- Nicholas C. Price; Lewis Stevens (1999). Fundamentals of Enzymology: The Cell and Molecular Biology of Catalytic Proteins (Third изд.). USA: Oxford University Press. ISBN 019850229X.
- Eric J. Toone (2006). Advances in Enzymology and Related Areas of Molecular Biology, Protein Evolution (Volume 75 изд.). Wiley-Interscience. ISBN 0471205036.
- Branden C; Tooze J. Introduction to Protein Structure. New York, NY: Garland Publishing. ISBN 0-8153-2305-0.
- Irwin H. Segel. Enzyme Kinetics: Behavior and Analysis of Rapid Equilibrium and Steady-State Enzyme Systems (Book 44 изд.). Wiley Classics Library. ISBN 0471303097.
- William P. Jencks (1987). Catalysis in Chemistry and Enzymology. Dover Publications. ISBN 0486654605.

## Spoljašnje veze
- Matriptase на 